# Broadwell (Cotswold)
Broadwell – wieś w Anglii, w hrabstwie Gloucestershire, w dystrykcie Cotswold. Leży 39 km na wschód od miasta Gloucester i 120 km na północny zachód od Londynu. W 2001 miejscowość liczyła 384 mieszkańców.